# Al-Bátina
Al-Bátina (arabsky الباطنة‎ ) je přímořská oblast na severu Sultanátu Omán. Region leží mezi Ománským zálivem na severu a pohořím al-Hadžar. Díky své poloze, zdrojům a vysoké hustotě obyvatel hrála al-Bátina významnou roli v ománské historii, měla statut námořního a obchodního centra Ománského zálivu i Indického oceánu. Nerostné bohatství utvořilo základnu pro těžký průmysl. Leží zde přístav Miná Sohar.
Až do roku 2011 byla al-Bátina ománským regionem – jedním z nejvyšších územních celků, které tvoří Omán. Region sousedil s guvernorátem Maskat na východě, na jihu s regionem ad-Dáchílija, na jihozápadě s regionem ad-Zahíra a na západě s guvernorátem al-Burajmi. Na severozápadě se dotýkal hranice se Spojenými arabskými emiráty. Správní městem byl Suhár. V roce 2011 byla al-Batína z územně-politického hlediska rozdělen do dvou guvernorátů - Jižní al-Batína a Severní al-Batína.
Region sestával z 12 vilájetů (al-Awabi, al-Chabúra, al-Musáná, ar-Rustak, as-Suwajk, Barka, Liwa, an-Nachal, Saham, Šinas, Suhár a Wadi al-Máwil).